# Охота на человека
«Охота на человека» (англ. Man Hunt) — кинофильм режиссёра Фрица Ланга, вышедший на экраны в 1941 году. Экранизация романа Джеффри Хаусхолда «Бродяга» (англ. Rogue Male, 1939). В 2025 году портал IndieWire включил ленту в десятку лучших антифашистских фильмов всех времён.

## Сюжет
Действие происходит летом 1939 года, накануне Второй мировой войны. Британского аристократа и знаменитого охотника Алана Торндайка арестовывают вблизи ставки Гитлера где-то в баварских горах. На допросе в гестапо Торндайк заявляет, что вовсе не собирался убивать фюрера, а хотел лишь подобраться к нему на расстояние выстрела: ему, как опытному охотнику, вовсе не обязательно убивать дичь, а достаточно ощутить саму возможность убийства. Шеф гестапо предлагает Торндайку отпустить его в обмен на признание в намерении совершить покушение на Гитлера по приказу британского правительства, но тот отказывается. Тогда его сбрасывают с обрыва, чтобы изобразить несчастный случай. Однако Торндайк выживает, добирается до побережья и проникает на торговое судно. По его следам пускаются нацистские агенты...

## В ролях
- Уолтер Пиджон — капитан Алан Торндайк
- Джоан Беннетт — Джерри Стоукс
- Джордж Сандерс — майор Куайв-Смит
- Джон Кэррадайн — мистер Джонс
- Родди Макдауэлл — Вейнер
- Людвиг Штёссель — доктор
- Хизер Тэтчер — леди Элис Ризборо
- Фредерик Уорлок — лорд Джеральд Ризборо
- Роджер Имхоф — капитан Йенсен
- Холмс Херберт — Сол Фарнсворти